# Саша Антуновић
Саша Антуновић (Приштина, 4. новембар 1974) српски је бивши професионални фудбалер. Играо је на позицији нападача.

## Каријера
Професионално је почео да игра фудбал у Приштини, која је у то време играла у Другој лиги СР Југославије. Касније је прешао у Чукарички где је постигао гол у Интертото купу 1996. године. Касније се вратио у Приштину на једну сезону, од 1998. године прелази у нови Сартид из Смедерева. Наредне четири године провео је у Оклопницима.
Године 2002. прешао је у бугарски клуб Спартак Варна. Потом се 2004. године вратио у Сартид. Током сезоне 2004/05. вратио се у Бугарску и придружио се Локомотиви Софија. Тамо одиграо 78 утакмица и постигао 30 голова.

## Приватни живот
Године 2009. учествовао је у трећој сезони бугарског ријалити-шоуа Велики Брат.